# Улица Пугачёва (Салават)
Улица Пугачёва (башк. Пугачёв урамы) — улица расположена в старой части города.

## История
Застройка улицы началась в 1952 году.   Улица застроена частными 2-5 этажными частными  домами. В левой части улицы находится парк.
По программе переселения из ветхого жилого фонда по улице Пугачева подлежат сносу дома №3/10,4, 5/9, 6, 8, 10/58.

## Трасса
Улица Пугачева начинается от улицы Горького и заканчивается на улице  Строителей.

## Транспорт
По улице Пугачева общественный транспорт не ходит

## Интересные здания и сооружения
- Ул. Пугачева, 7 Муниципальное общеобразовательное учреждение Башкирский лицей № 3 - одна из первых школ в городе Салавате.

## Учреждения
ГОРОДСКИЕ ТЕПЛОВЫЕ СЕТИ Адрес: Башкортостан, г. Салават, Пугачева улица, 29 Телефон: 8 (34763)55202.